# Leandra polychaeta
Leandra polychaeta är en tvåhjärtbladig växtart som beskrevs av Célestin Alfred Cogniaux. Leandra polychaeta ingår i släktet Leandra och familjen Melastomataceae. Inga underarter finns listade i Catalogue of Life.